# ЛВС-89

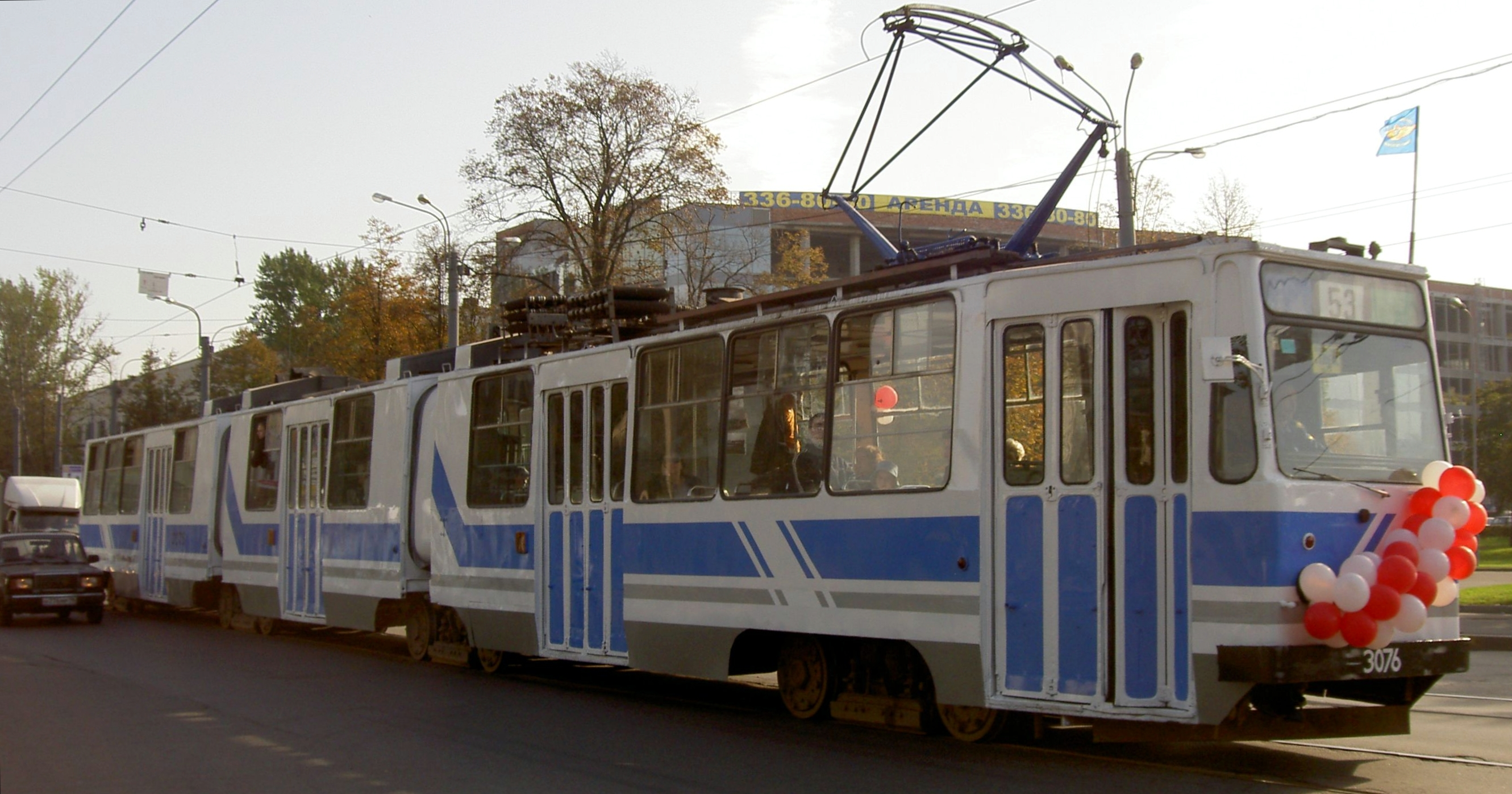
Трамвай ЛВС-89 на проспекті Добролюбова в Санкт-Петербурзі

ЛВС-89 (71-89) — радянський експериментальний восьмивісний зчленований трамвайний вагон. Єдиний екземпляр побудований на Ленінградському трамвайно-тролейбусному заводі в грудні 1989 року. У 1990 році був занесений до Книги рекордів Гіннесса як найдовший вагон, у 2008 році поступився цим титулом новому вагону 71-154.
Трамвайний вагон ЛВС-89, інв. № 3076, працював у Лєнінграді / Санкт-Петербурзі в 1989—2006 роках. У грудні 2006 року вагон знято з пасажирської експлуатації й передано до Музею електричного транспорту Санкт-Петербурга.

## Технічні подробиці
ЛВС-89 є восьмивісною версією вагона ЛВС-86 і відрізняється від нього лише доданою середньою секцією.
Вагон має 52 посадкові місця та здатний перевозити понад 450 пасажирів з повним навантаженням. Розміри ЛВС-89 складають: 30 000 мм загальна довжина, 2550 мм ширина та 3146 мм висота; загальна вага без пасажирів 39 тонн.